# Johan Justus Rosell
Johan Justus Rosell, född 2 september 1856 i Femsjö socken, Jönköpings län, död 27 mars 1949 i Tolgs församling, Hallands län var en svensk kyrkoherde.
Han var son till hemmansägaren Johannes Svensson och Kerstin Zakrisdotter och gift med Hilma Elisabet Bengtsson samt far till Karl Rosell. Efter studentexamen i Halmstad fortsatte han sina studier i Lund 1881 där han avlade en teol. fil. examen 1886 för att därefter fortsätta sina studier i Uppsala där han avlade en teor. teol. examen 1893. Han prästvigdes i Växjö 1894 och var mellan 1901 och 1936 verksam som komminister i Tjureda.

## Källa
- Biografisk matrikel över Svenska kyrkans prästerskap, 1934, sid 322
- Minnesord i Svenska Dagbladet 30 mars 1949